# Gustav Richter (Historiker)
Gustav Richter (latinisiert Gustavus Richter; * 29. Juni 1838 in Naumburg (Saale); † 28. Januar 1904 in Jena) war ein deutscher Altphilologe, Historiker und Pädagoge.

## Leben
Er studierte Philologie und Geschichte in Jena und Bonn und verfolgte ab Ostern 1862 die Laufbahn eines Gymnasiallehrers in Posen, Schulpforta und Weimar, wo er als Oberlehrer und Professor wirkte, bis er im Herbst 1876 zum Direktor des neuen Gymnasiums zu Jena berufen wurde. Richter beteiligte sich an dem Bestreben, die Unterrichtsmethode in höheren Schulen zu verbessern, was ihn mit Hermann Perthes und später mit Otto Frick zusammenführte und zum Anschluss an den Deutschen Einheitsschulverein bewog.
Mit Frick begründete er 1882 in Halle die pädagogische Zeitschrift Lehrproben und Lehrgänge aus der Praxis der Gymnasien und Realschulen.

## Schriften
- De Seneca tragoediarum auctore: Commentatio philologica. Sieling, Naumburg 1862 (Digitalisat).
- (hrsg. mit Rudolf Peiper) Seneca: Tragoediae. Teubner, Leipzig 1867 (Digitalisat).
- Zeittafeln der deutschen Geschichte im Mittelalter von der Gründung des fränkischen Reichs bis zum Ausgang der Hohenstaufen mit durchgängiger Erläuterung aus den Quellen. Verlag der Buchhandlung des Waisenhauses, Halle 1881.
- Annalen der deutschen Geschichte im Mittelalter von der Gründung des Fränkischen Reichs bis zum Untergang der Hohenstaufen mit durchgängiger kritischer Erläuterung aus den Quellen und Litteraturangaben: Ein Handbuch für das wissenschaftliche Studium der Deutschen Geschichte im Mittelalter. 3 Abteilungen. Verlag der Buchhandlung des Waisenhauses, Halle 1873–1890.
- Das alte Gymnasium in Jena (= Jahresbericht über das Gymnasium Carolo-Alexandrinum zu Jena. 1886/87 und 1887/88). 2 Teile. Neuenhahn, Jena 1888/1889.
- Das höhere bürgerliche Schulwesen in seiner geschichtlichen Entwicklung. Carl Meyer, Hannover 1889.
- Das Jenaer Lutherfestspiel: Ein Rechenschaftsbericht im Auftrage des Vorstandes des Lutherfestspielvereins zu Jena. Selbstverlag des Lutherfestspielvereins, Jena 1889.
- Kritische Untersuchungen zu Senecas Tragödien. Neuenhahn, Jena 1899.